# Conrad (Montana)
Conrad é uma cidade localizada no estado americano de Montana, no Condado de Pondera.

## Demografia
Segundo o censo americano de 2000, a sua população era de 2753 habitantes.
Em 2006, foi estimada uma população de 2577, um decréscimo de 176 (-6.4%).

## Geografia
De acordo com o United States Census Bureau tem uma área de
3,0 km², dos quais 3,0 km² cobertos por terra e 0,0 km² cobertos por água.

## Localidades na vizinhança
O diagrama seguinte representa as localidades num raio de 44 km ao redor de Conrad.